# Liste der belgischen Botschafter im Vereinigten Königreich
Dies ist eine Liste der belgischen Gesandten und Botschafter im Vereinigten Königreich (seit 1953). 

## Geschichte
Als früh-neuzeitliche, territoriale Einheiten des heutigen Belgien, gehörten die Burgundische Niederlande (1477–1556), die Spanisch-Habsburgische Niederlande (1556–1714) und die Österreichische Niederlande (1714–1795) zu den Territorien des Heiligen Römischen Reichs und standen jeweils unter direkter Oberhoheit verschiedener Zweige des Hauses Habsburg. Obwohl zu diesen Zeiten niemals als ein souveräner, mit fremden Mächten in diplomatischen Beziehungen stehender Staat in Erscheinung zu treten, kam dieser „Südlichen Niederlande“ eine besondere Rolle in den Beziehungen der römisch-deutschen Kaiser zu England und dem Vereinigten Königreich zu. 
Nach der Belgischen Revolution und der Proklamation des Königreich Belgien am 4. Oktober 1830 war das Vereinigte Königreich einer der ersten Staaten, der die Souveränität des belgischen Staates anerkannte und diplomatische Beziehungen aufnahm. Für den zu dieser Zeit in seiner territorialen Integrität bedrohten Staat wurde die Londoner Mission zu wichtigsten Auslandsvertretung. Die britische Regierung unterstützte die Einberufung der Londoner Konferenzen von 1830 und 1838, welche zur internationalen Anerkennung Belgiens führten. 

## Missionschefs

### Burgundische Gesandte in England
- 1544–1550: Frans van der Dilft (* 1500; † 1550)
- 1550–1553: Jean Scheyfve (* 1515; † 1581)
- 1553–1555: Simon Renard (* 1513; † 1573)

### Belgische Gesandte und Botschafter  im Vereinigten Königreich
1831: Aufnahme diplomatischer Beziehungen
| Ernennung/ Akkreditierung | Abberufung    | Name                                 | Anmerkungen | ernannt von  | akkreditiert bei |
| ------------------------- | ------------- | ------------------------------------ | --- | ------------ | ---------------- |
| 1831, 24. Jul.            | 1845          | Sylvain van de Weyer                 | (* 1802; † 1874) Gesandter, davor 1831 bis 1831 Außenminister, danach 1845 bis 1846 Premierminister, Missionschef im Vereinigten Königreich mit Unterbrechungen bis 1867                                                  | Leopold I.   | Wilhelm IV.      |
| 1845                      | 1846          |                                      | | Leopold I.   | Victoria         |
| 1846                      | 1867          | Sylvain van de Weyer                 | (* 1802; † 1874) Gesandter, II. Amtszeit | Leopold I.   | Victoria         |
| 1867                      | 1869          | Aldephonse du Jardin                 | (* 1796; † 1870) Gesandter, davor 1840 bis 1845 Geschäftsträger bei den Hansestädten, 1845 bis 1848 Gesandter in Dänemark, 1849 bis 1853 in Spanien, 1853 bis 1858 beim Deutschen Bund, 1858 bis 1867 in den Niederlanden | Leopold II.  | Victoria         |
| 1869                      | 1872          | Napoléon-Alcindor de Beaulieu        | (* 1805; † 1872) Gesandter, davor 1839 bis 1840 Geschäftsträger in Preußen, 1840 bis 1845 in Portugal, 1845 bis 1849 Gesandter in den Vereinigten Staaten, 1849 bis 1858 in Dänemark, 1858 bis 1869 in Bayern             | Leopold II.  | Victoria         |
| 1872                      | 1894, 2. Jan. | Ignace-Henri de Solvyns              | (* 1817; † 1894) Gesandter, 1858 bis 1860 Gesandter im Osmanischen Reich, 1861 bis 1872 in Sardinien-Piemont, dann Italien                                                                                                | Leopold II.  | Victoria         |
| 1895                      | 1903          | Edouard Whettnall                    | (* 1839; † 1903) Gesandter, davor 1889 bis 1894 Gesandter beim Heiligen Stuhl | Leopold II.  | Victoria         |
| 1903                      | 1914          | Charles VI. de Lalaing               | (* 1856; † 1919) Gesandter, 1893 bis 1896 Gesandter in Brasilien, 1896 bis 1899 in Rumänien, 1899 bis 1903 in der Schweiz                                                                                                 | Leopold II.  | Eduard VII.      |
| 1915                      | 1916          | Paul Hymans                          | (* 1865; † 1941) Gesandter, danach 1918 bis 1920, 1924 bis 1925, 1927 bis 1935 Außenminister | Albert I.    | Georg V.         |
| 1917                      | 1927          | Ludovic Moncheur                     | (* 1857; † 1940) Gesandter, davor 1897 bis 1901 Gesandter in Mexiko, 1901 bis 1909 in den Vereinigten Staaten, 1909 bis 1914 im Osmanischen Reich                                                                         | Albert I.    | Georg V.         |
| 1927                      | 1946          | Emile de Cartier de Marchienne       | (* 1871; † 1946) Gesandter, davor 1910 bis 1917 Gesandter in China, 1917 bis 1927 in den Vereinigten Staaten, 1926 bis 1927 in Kuba                                                                                       | Albert I.    | Georg V.         |
| 1946, 19. Jun.            | 1952          | Alain Obert de Thieusies             | (1888–1979) Gesandter, davor 1932 bis 1940 Gesandter in der Tschechoslowakei | Leopold III. | Georg VI.        |
| 1953, 20. Mai             | 1958          | Alain du Parc de Locmaria            | († k. A.) Botschafter, davor bis 1948 Botschafter in Schweden, 1948 bis 1953 in Kanada | Baudouin     | Elisabeth II.    |
| 1958                      | 1961          | René van Meerbeke                    | († 1971) Botschafter, davor bis 1958 Botschafter in Brasilien | Baudouin     | Elisabeth II.    |
| 1962                      | 1965          | Jacques de Thier                     | (1900–1993) Botschafter, davor 1944 bis 1946 Geschäftsträger in Spanien, 1955 bis 1958 Botschafter in Mexiko, 1958 bis 1962 in Kanada                                                                                     | Baudouin     | Elisabeth II.    |
| 1965                      | 1972          | Jean van den Bosch                   | (1910–1985) Botschafter, davor 1960 bis 1962 Botschafter in der Demokratischen Republik Kongo, 1966 bis 1972 Ständiger Vertreter bei der Westeuropäischen Union                                                           | Baudouin     | Elisabeth II.    |
| 1973                      | 1976          | Robert Rothschild                    | (1911–1998) Botschafter, davor 1964 bis 1966 Botschafter in der Schweiz, 1966 bis 1973 in Frankreich | Baudouin     | Elisabeth II.    |
| 1977, 17. Feb.            | 1981          | Robert Vaes                          | (1919–2000) Botschafter, davor 1972 bis 1976 Botschafter in Spanien | Baudouin     | Elisabeth II.    |
| 1984, 24. Feb.            | 1990          | Jean-Paul Van Bellinghen             | (* 1925; † 1993) Botschafter, davor 1971 bis 1973 Ständiger Vertreter bei den Vereinten Nationen in Genf, 1980 bis 1983 Botschafter in der Demokratischen Republik Kongo                                                  | Baudouin     | Elisabeth II.    |
|                           |               |                                      | | Baudouin     | Elisabeth II.    |
| 1994                      | 1997          | Jean-Michel Veranneman de Watervliet | (* 1947) Geschäftsträger, danach 2000 bis 2003 Botschafter in Brasilien, 2003 bis 2006 in Israel, 2006 bis 2010 erneut Missionschef im Vereinigten Königreich                                                             | Albert II.   | Elisabeth II.    |
| 1997                      | 2002          | Lode Willems                         | (* 1948) Botschafter, davor 1994 bis 1997 Ständiger Vertreter bei den Vereinten Nationen in Genf, danach 2002 bis 2006 Botschafter in Deutschland                                                                         | Albert II.   | Elisabeth II.    |
| 2002                      | 2006          | Thierry de Gruben                    | (* 1941) Botschafter, davor 1985 bis 1990 Botschafter in Polen, 1990 bis 1995 Botschafter in der Sowjetunion, dann Russischen Föderation, 1997 bis 2002 Ständiger Vertreter bei der NATO                                  | Albert II.   | Elisabeth II.    |
| 2006                      | 2010          | Jean-Michel Veranneman de Watervliet | (* 1947) Botschafter, II. Amtszeit | Albert II.   | Elisabeth II.    |
| 2010                      | 2014          | Johan Verbeke                        | (* 1951) Botschafter, davor 1988 bis 1990 Geschäftsträger in Chile, 2004 bis 2008 Ständiger Vertreter bei den Vereinten Nationen in New York                                                                              | Albert II.   | Elisabeth II.    |
| 2014                      |               | Guy Trouveroy                        | (* 1952) Botschafter, davor 2009 bis 2014 Botschafter in Russland | Philippe     | Elisabeth II.    |

Stand: März 2016